# Anne Saporetti
Anne Jenness Saporetti (San Francisco, 1914 – Florida, 1984) è stata una pittrice statunitense a lungo vissuta in Francia e in Italia.
Molti suoi quadri sono esposti al Municipal Art Museum di Dublino, mentre altri fanno parte di collezioni private negli Stati Uniti d'America e in Europa.

## Biografia
Nata a San Francisco nel 1914 da una vecchia e agiata famiglia americana originaria della Nuova Inghilterra, Anne Jenness inizia a studiare l'arte frequentando la Art Students League di New York. Grazie all'ampia libertà di spostamenti che le condizioni economiche della sua famiglia le consentono, decide di partire per arricchire il proprio bagaglio culturale rapportandosi con ambienti intellettualmente differenti dal suo e di trasferirsi a Parigi per studiare prima alla prestigiosa École de Beaux Arts e poi all'esclusiva Académie Julian.
Anne si rivela ben presto molto curiosa verso i problemi generali che fanno della produzione pittorica un lavoro di alto livello qualitativo. Conosce e frequenta autorità di spicco del suo tempo e inizia a capire a fondo l'arte americana, da un lato urbana e industriale, e dall'altro segnata profondamente dalla violenza esterna messa in moto dalla politica statunitense. Si apre alla sperimentazione, diventando diffidente e rifiutando il passato. Delinea il proprio mondo figurativo, qualitativamente elevato e intimamente ironico, producendo numerose tele, esposte a Parigi e New York fino al 1959.
A Parigi incontra e sposa il pittore italiano Adolfo Saporetti. Come lei, Adolfo fugge alla ricerca di nuove realtà dalla drammaticità della propria terra d'origine, diventando il suo inseparabile compagno di vita. A seguito dello scoppio del secondo conflitto mondiale, la coppia è costretta a migrare e decide di trasferirsi a New York. Si stabiliscono nel famoso Greenwich Village, nel cosiddetto “Triangolo bruciato”, che in poco tempo diventerà la capitale mondiale dell'arte grazie all'attività di mercanti d'arte, critici e galleristi e soprattutto un gruppo di artisti che, già negli anni trenta, coltivavano la propria esperienza distanziandosi dal mondo intellettuale e artistico europeo.
Anne e Adolfo tornano a stabilirsi in Europa nel 1960, tra i grattacieli di Milano e le colline di Casoli, piccola frazione di Camaiore. Qui Anne cerca nuove ispirazioni, trovando un punto d'incontro tra le esperienze statunitensi e l'arte internazionale. Dipinge ogni giorno per ore ed ore, dedita interamente alla propria attività di pittrice e riflettendo, quasi dialogando, con lo spettatore delle proprie tele. Nonostante esporre le proprie opere non sia il suo interesse principale, Anne presenta i propri lavori in molte gallerie, ottenendo grande successo ed entusiasmando la critica e il pubblico in Francia, negli Stati Uniti e in Italia, in particolare a Milano alle Gallerie Arte Centro e Del Naviglio, a Firenze presso il Museo di Santa Maria Novella e alla Galleria Santo Stefano di Venezia.
Continuerà a lavorare e viaggiare fino alla propria morte, avvenuta in Florida nel 1984.

## Principali mostre personali
- Galerie de Berri, Parigi - 1939
- International Art Exhibition, Tucson, Arizona (Primo Premio)
- Norlyst Gallery, New York - 1942
- O'Connoer Gallery, New York - 1950
- Delius Gallery, New York 1955, 1956-57
- Art USA, New York - 1958
- St. Marks Group Show, New York - 1959
- Saketta dell'USIS, Milano - 1962
- Galleria Santo Stefano, Venezia - 1962
- Galleria D'Arte Delfino, Rovereto - 1963
- Saletta dell'USIS, Milano - 1963
- Galleria Artecentro, Milano - 1964
- Galleria La Zattera, Firenze - 1969
- Galleria Ferretti, Viareggio - 1972
- Galleria Schettini Viro, Milano - 1972
- Galleria Il Putto, Pontedera - 1973